# 馬葵士
馬葵士（葡萄牙語：Eduardo Augusto Marques，1867年7月21日，1944年6月10日），是葡萄牙軍隊的軍事工程師，也是1926年5月28日支持新國家成立的黨派政治家。

## 簡歷
在他的軍事生涯中，他獲得了將軍的軍銜，除其他職務外，他還擔任過一個國家獨裁政府的殖民地部長（1929年7月8日至1931年1月31日），後來擔任工商協會主席（1935至1944年）的政權。他還於1908年8月30日至1909年8月27日擔任葡屬帝汶總督，並於1909年9月22日至1910年11月30日擔任第102任葡屬澳門總督。

## 外部連接
- Eduardo Marques （页面存档备份，存于）
- Obras da autoria de Eduardo Marques

| 前任： 羅沙達 | 葡屬澳門總督 · 1909年 — 1910年 | 繼任： 馬沙度 |